# Caught by a Thread
Caught by a Thread è un cortometraggio muto del 1915 diretto da Al Christie.

## Produzione
Il film - un cortometraggio a una bobina - fu prodotto dalla Nestor Film Company.

## Distribuzione
Distribuito dall'Universal Film Manufacturing Company, il film uscì nelle sale cinematografiche USA il 4 maggio 1915.